# 克劳福德维尔 (佛罗里达州)
克劳福德维尔（英語：Crawfordville）是一个非建制地区，也是美国佛罗里达州沃库拉县的县城，面积为11.83平方公里。根据2010年美国人口普查的统计数据，该地人口为3,702人。